# Гевхермулук-султанија (ћерка Џем-султана)
Султанија Гевхермулук је била ћерка Џем-султана.

## Биографија
Гевхермулук султанија је рођена у Каиру 1482. године, као најмлађе дете принца Џема. Родила се непосредно након што је Џем напустио Каиро и отишао за Родос 1482. године. Током одсуства свог оца, остала је са мајком, баком Чичек и старијом сестром Ајше у Каиру. Била је веома образована султанија. 
Да би завео мир са Мамелуцима, њен стриц Бајазит II је убрзо након смрти њеног оца удаје за султана Египта 1495. године, Насир Мехмеда. Египатски султан је имао исто година колико и сама султанија. Искористила је свој утицај да помогне свом брату Мурату да попегне из Египта за Родос, и обезбедила му је услове за живот. Њен супруг бива убијен 1498. године у крвавом пучу. Султан Бајазит II био је шокиран тиме што је владар попут њега, који је дошао на престо путем династичког наслеђа, свргнут и убијен од стране свог народа. Бајазит је инсистирао на повратку султаније Гевхермулук, па је из Каира доведена у Истанбул. 
Гевхермулук је прешла да живи у Бурси. Накнадно ју је султан Бајазит удао 1504. године за Мустафа-бега (умро 1552), сина Капиџибаши Синан-бега, који је био пријатељ њеног оца. При напуштању престонице, Гевхермулук је била почаствована султановим даровима, и додељена јој је и земља.  Родила је кћерку Исмихан, која је још била жива 1568. године , и сина Али-челебију.
Гевхермулук се некад у историјским изворима поистовећује са својом сестром Ајше, иако је Џем имао две кћери. Једна је умрла 1505. године, а друга је умрла за време султана Сулејмана. Како извори напомињу да је ћерка која је умрла 1505. године рођена 1473. године (Ајше), мора да је Гевхермулук та која је живела дуже. Имала је примања од 70 акчи дневно.